# 六巷乡 (金秀县)
六巷乡，是中华人民共和国广西壮族自治区来宾市金秀瑶族自治县下辖的一个乡镇级行政单位。

## 行政区划
六巷乡下辖以下地区：
六巷村、青山村、门头村、王钳村和大岭村。

## 中国传统村落
2013年8月，下古陈村被评为第二批中国传统村落。